# Albert Dardy
Pour les articles homonymes, voir Dardy.
Albert Dardy (New York, 11 octobre 1874 – Paris 16e, 5 septembre 1921) est un écrivain, paysagiste, architecte, inspecteur au service d'architecture de la Banque de France et soldat français. Il est connu pour ses Carnets de campagne.

## Biographie

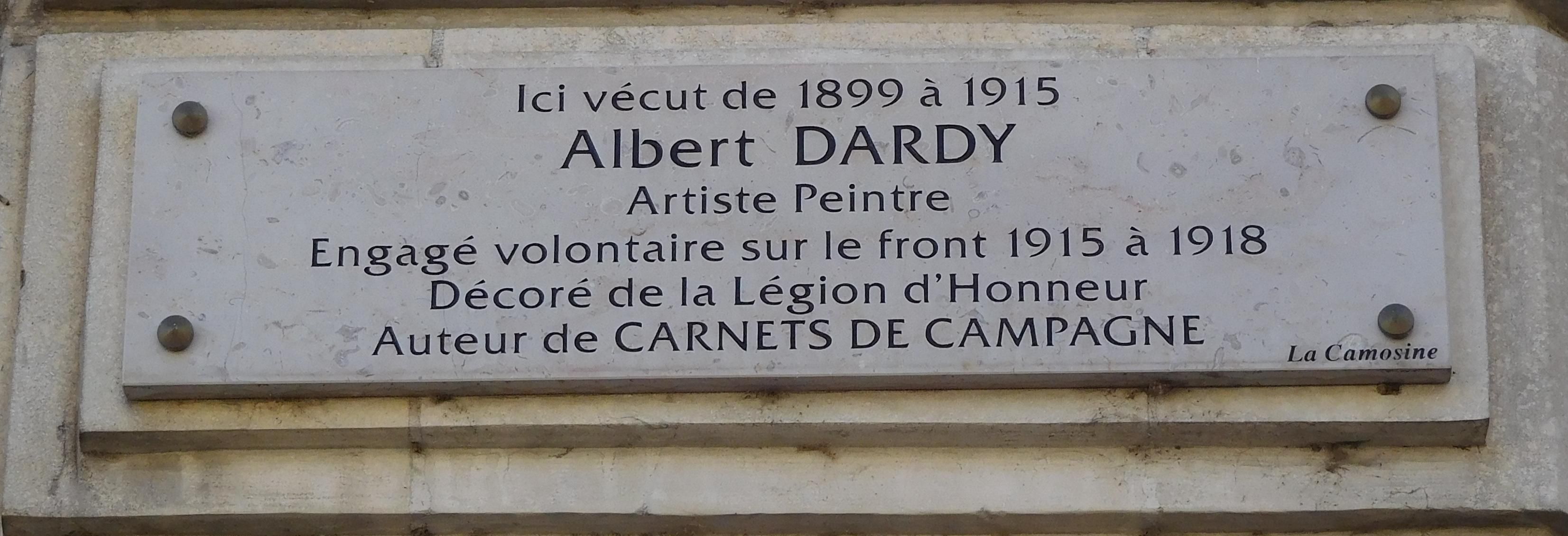
Plaque à Cosne-Cours-sur-Loire.

À quarante ans passés, il s'engage volontairement sur le front entre 1915 et 1918.
Monique Mondou, sa petite-fille, possède la moitié de ses Carnets de campagne, qui relatent la vie des tranchées. « L'autre a été donnée au Mémorial de la Grande Guerre » a-t-elle déclaré en 2009.
Son œuvre comprend aussi des tableaux, dont certains sont exposés au musée de la Loire à Cosne-Cours-sur-Loire (Nièvre) ou au musée de l'Armée à Paris.
Cet artiste s'était installé de 1899 à 1915 à Cosne-sur-Loire. Une plaque commémorative, apposée sur le mur du bâtiment qui fut son domicile, rappelle son engagement.

## Distinctions
- : Chevalier de la Légion d'honneur (1918)[6]
- : Croix de guerre 1914-1918